# کاسموبال
کاسموبال (به انگلیسی: Cosmo ball) دروازه‌بان کهکشان (به روسی: Вратарь Галактики) و (به رومانیایی: Vratar Galaktiki) فیلمی در ژانر ابرقهرمانی به کارگردانی دانیک فیزیف محصول سال ۲۰۲۰ روسیه است.
این فیلم در ۲۷ اوت ۲۰۲۰ انتشار یافت.

## خلاصه داستان
پس از یک جنگ کهکشانی که در نزدیکی زمین اتفاق افتاد، کره ماه نابود شده و قطب‌های کره زمین ناپدید شدند. اکنون آب و هوای مسکو و جمعیت آن شبیه به سایبرپانک ضد آرمان‌شهر برزیل است: تمام شهر نمایانگر نژادها و خرده‌فرهنگ های مختلف، افراد و حیوانات عجیب و غریب و معجزات مهندسی است که در خیابان‌های مملو از آفتاب با یکدیگر همزیستی می‌کنند.
 یک سفینه بزرگ بر فراز زمین معلق مانده است. این یک استادیوم است که در آن مسابقاتی شبیه به فوتبال مدرن و به شیوه کنترل از راه دور برگزار می‌شوند، اما با سرعتی فوق‌العاده بالا. نام این بازی کاسموبال است، نوعی فوتبال...

## بازیگران
- یوگنی رومانتسوف در نقش آنتون
- ویکتوریا آگالاکووا در نقش ناتالیا
- ماریا لیسوویا در نقش والایا
- ایوان ایوانویچ در نقش پله
- یوگنی میرونف در نقش مربی
- النا یاکوولوا در نقش مادر آنتون
- میخائیل یفریمف در نقش پلیس
- دیمیتری نظروف در نقش رئیس پلیس
- سوتلانا ایوانوا در نقش زن شرور